# 財賀町
財賀町（ざいかちょう）は、愛知県豊川市の地名。

## 地理

### 字一覧
- 穴河（あながわ）
- 市小路（いちこうじ）
- 大狭間（おおはざま）
- 大松（おおまつ）
- 門（かど）
- 河原田（かはらだ）
- 蕪（かぶら）
- 観音山（かんのんざん）
- 桑原（くわばら）
- 小路（こうじ）
- コウデ（こうで）
- コウバ（こうば）
- 立石（たていし）
- 栃ノ木（とちのき）
- ドウニヤ（どうにや）
- 中田（なかだ）
- ハリマダ（はりまだ）
- 向（むかい）

### 施設
- 財賀寺

## 歴史

### 沿革
- 1889年（明治22年） - 宝飯郡財賀村が合併により、同郡平幡村大字財賀となる[1]。
- 1906年（明治39年） - 八幡村大字財賀となる[1]。
- 1943年（昭和18年） - 豊川市大字財賀となる[1]。
- 1944年（昭和19年） - 豊川市財賀町となる[1]。

### 人口の変遷
国勢調査による人口および世帯数の推移。
| 1995年（平成7年）  | 33世帯 146人 |  |
| 2000年（平成12年） | 34世帯 134人 |  |
| 2005年（平成17年） | 36世帯 128人 |  |
| 2010年（平成22年） | 42世帯 125人 |  |
| 2015年（平成27年） | 37世帯 126人 |  |
| 2020年（令和2年）  | 38世帯 111人 |  |

### WEB
1. ↑  “愛知県豊川市の町丁・字一覧”.   人口統計ラボ. 2024年5月1日閲覧。
2. ↑  “大字別世帯数人口集計表” (XLSX). 豊川市ホームページ.   豊川市役所. 2024年12月1日閲覧。
3. ↑  “読み仮名データの促音・拗音を小書きで表記するもの(zip形式) 愛知県” (zip).   日本郵便 (2024年2月29日). 2024年3月26日閲覧。
4. ↑  “市外局番の一覧” (PDF).   総務省 (2022年3月1日). 2022年3月22日閲覧。
5. ↑  “ナンバープレートについて”.   一般社団法人愛知県自動車会議所. 2024年1月21日閲覧。
6. ↑  総務省統計局 (2014年3月28日). “平成7年国勢調査の調査結果(e-Stat) - 男女別人口及び世帯数 －町丁・字等” (CSV). 2021年7月20日閲覧。
7. ↑  総務省統計局 (2014年5月30日). “平成12年国勢調査の調査結果(e-Stat) - 男女別人口及び世帯数 －町丁・字等” (CSV). 2021年7月20日閲覧。
8. ↑  総務省統計局 (2014年6月27日). “平成17年国勢調査の調査結果(e-Stat) - 男女別人口及び世帯数 －町丁・字等” (CSV). 2021年7月21日閲覧。
9. ↑  総務省統計局 (2012年1月20日). “平成22年国勢調査の調査結果(e-Stat) - 男女別人口及び世帯数 －町丁・字等” (CSV). 2021年7月21日閲覧。
10. ↑  総務省統計局 (2017年1月27日). “平成27年国勢調査の調査結果(e-Stat) - 男女別人口及び世帯数 －町丁・字等” (CSV). 2021年7月21日閲覧。
11. ↑  総務省統計局 (2022年2月10日). “令和2年国勢調査の調査結果(e-Stat) - 男女別人口，外国人人口及び世帯数－町丁・字等” (CSV). 2023年8月2日閲覧。

### 書籍
1. 1 2 3 4  「角川日本地名大辞典」編纂委員会 1989, p. 587.